# CONFIDENCE
「CONFIDENCE」（コンフィデンス）は、PAMELAHの9枚目のシングル。

## 概要
表題曲は、テレビ朝日系『リングの魂』オープニングテーマ。

## 収録曲
1. CONFIDENCE
作詞:水原由貴　作曲・編曲:小澤正澄
2. コントロール
作詞:水原由貴　作曲・編曲:小澤正澄
3. CONFIDENCE (original karaoke)